# Phare de Skagaströnd
Le phare de Skagaströnd est un phare situé à Skagaströnd, dans la baie de Húnaflói. Le phare est monté sur l'église de Skagaströnd, la Skagastrandarkirkja. 